# Ercole su'l Termodonte
Ercole su'l Termodonte (Hércules en el Termodonte) es una ópera barroca italiana en tres actos. En 1723 se convirtió en la decimosexta de las óperas a las que puso música Antonio Vivaldi. El libreto fue escrito por Antonio Salvi, aunque durante mucho tiempo se le atribuyó erróneamente a Giacomo Francesco Bussani. La ópera se estrenó el 23 de enero de 1723 en el Teatro Capranica de Roma con motivo de los carnavales. 

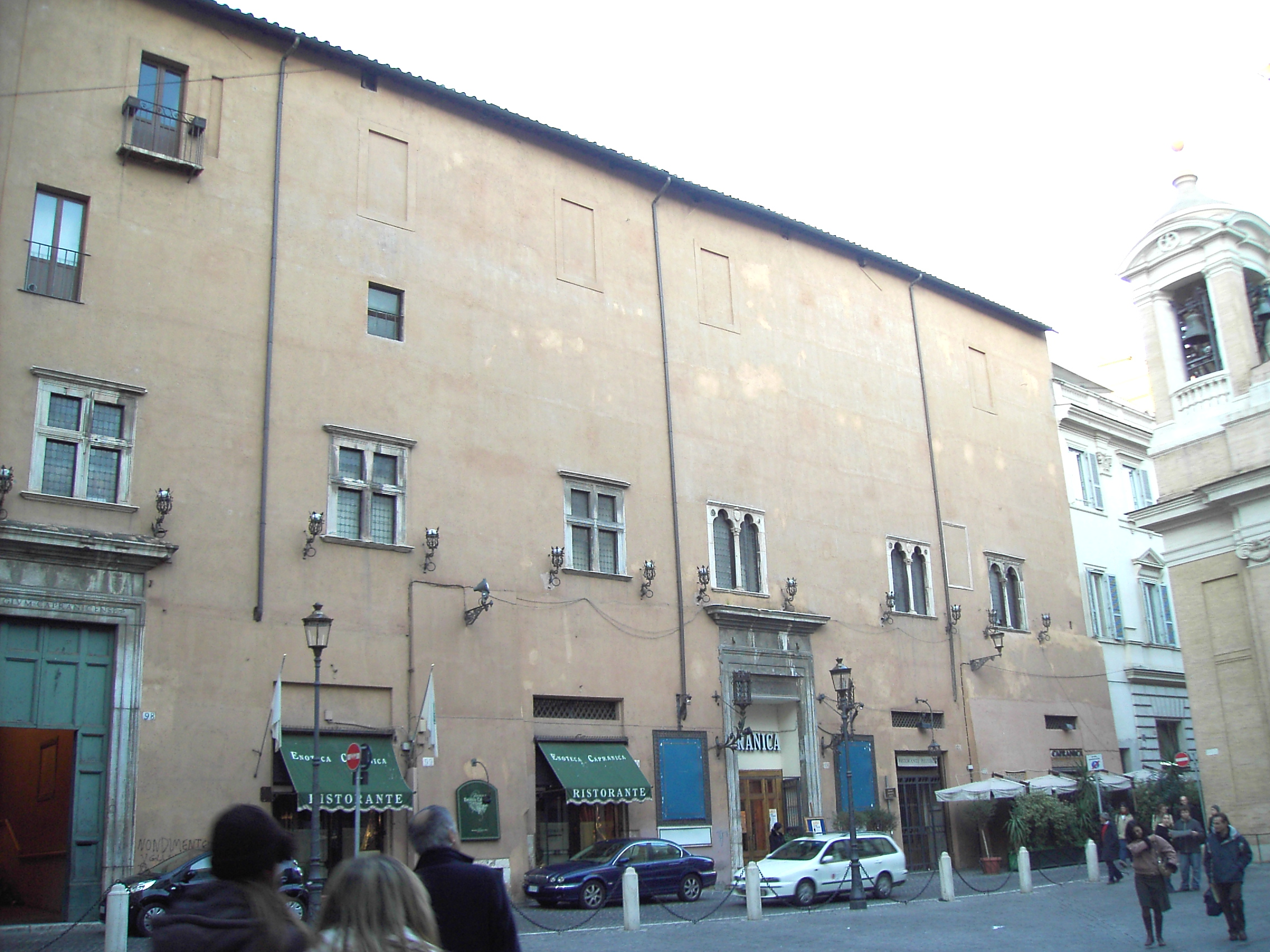
Teatro Capranica, de 1673.

Debido a un edicto papal que prohibía que las mujeres aparecieran en escena en Roma, en su estreno todos los papeles femeninos fueron interpretados por castrati. Vivaldi en persona fue el director y el violín solista en el estreno. A juzgar por los comentarios de los asistentes que han llegado hasta nuestros días, el estreno fue un gran éxito.
Aunque la partitura se dio por perdida, se redescubrieron 30 arias y 2 duetos en varios archivos, mientras que el resto de la ópera ha sido reconstruida por Alessandro Ciccolini.
Esta ópera se representa muy poco; en las estadísticas de Operabase aparece con sólo una representación en el período 2005-2010.

## Argumento
La historia está basada en el noveno de los doce trabajos de Hércules. Como castigo por matar a sus hijos en un ataque de furia, Hércules debe llevar a cabo doce trabajos, el noveno de los cuales es viajar a las orillas del río Termodonte y capturar la espada de la reina de las amazonas: Antíope. En otras versiones de la historia, el objetivo perseguido por Hércules es el cinturón mágico de la reina de las amazonas: Hipólita. 
Hércules y los héroes Teseo (rey de Atenas), Telamón (rey de Ítaca) y Alcestes (rey de Esparta) atacan a las amazonas y capturan a Martesia, hija de la reina. Las amazonas capturan entonces a Teseo y, tan pronto como la reina Antíope promete sacrificarlo, Hipólita se enamora de él. Al final la diosa Diana decreta el matrimonio de Hipólita con Teseo, príncipe de Atenas, y de Martesia con Alcestes, rey de Esparta.